# Регион Кёльн — Бонн

Регион Кёльн-Бонн на карте Германии

Регион Кёльн — Бонн (нем. Region Köln/Bonn) — региональная агломерация в Северном Рейне-Вестфалии, охватывающий города Кельн, Бонн и Леверкузен, а также районы Рейниш-Бергиш, Обербергиш, Рейн-Эрфт и Рейн-Зиг. Регион занимает площадь 3839 км² с населением 3,13 миллиона человек (плотность населения 815 чел. / км²). Центры городов Кельн и Бонн находятся в 24 км друг от друга.
Регион Кёльн — Бонн был основан органами местного самоуправления в рамках Кёльнского административного округа в 1992 году в целях продвижения единой политики в области регионального и городского планирования, управления дорожным движением, окружающей среды и инвестиций. Среди наиболее известных совместных проектов — аэропорт Кёльн/Бонн, транспортное объединение «Рейн-Зиг» и Бонн-Кёльнская железнодорожная компания. Кроме того, транспортная система обоих городов соединена между собой, поэтому Кёльнский скоростной трамвай ходит в Бонне, а Боннский метротрам в Кельне. В обоих городах работают крупнейшие местные банки Sparkasse KölnBonn и Volksbank Köln Bonn. Оба города напрямую связаны автобаном A555 .
Регион Кёльн — Бонн находится в более крупном Рейнско-Рурском регионе и образует противовес более интегрированному региону — Рурской области, которая аналогично находится в пределах Рейнско-Рурского региона. С 2008 года проводятся исследования по включению городов Нижнего Рейна (в первую очередь города Дюссельдорф) в объединение с целью образования региональной агломерации Рейнланд.

## Большие городские зоны
Городской аудит Евростата разделяет регион Кёльн — Бонн на две большие городские зоны. При этом район Обербергиш городские зоны не охватывают.
| Большая городская зона        | Крупные города | Площадь   | Численность населения |
| ----------------------------- | -------------- | --------- | --------------------- |
| Большая городская зона Кёльна |                | 1627 км²  | 1 994 524             |
|                               | Кёльн          | 405 км²   | 1 085 664             |
|                               | Бергиш-Гладбах | 83 км²    | 111 966               |
|                               | Леверкузен     | 79 км²    | 163 838               |
| Большая городская зона Бонна  |                | 1295 км²  | 924 546               |
|                               | Бонн           | 141 км²   | 327 258               |
| Регион Кёльн — Бонн           |                | 2 922 км² | 2 919 070             |

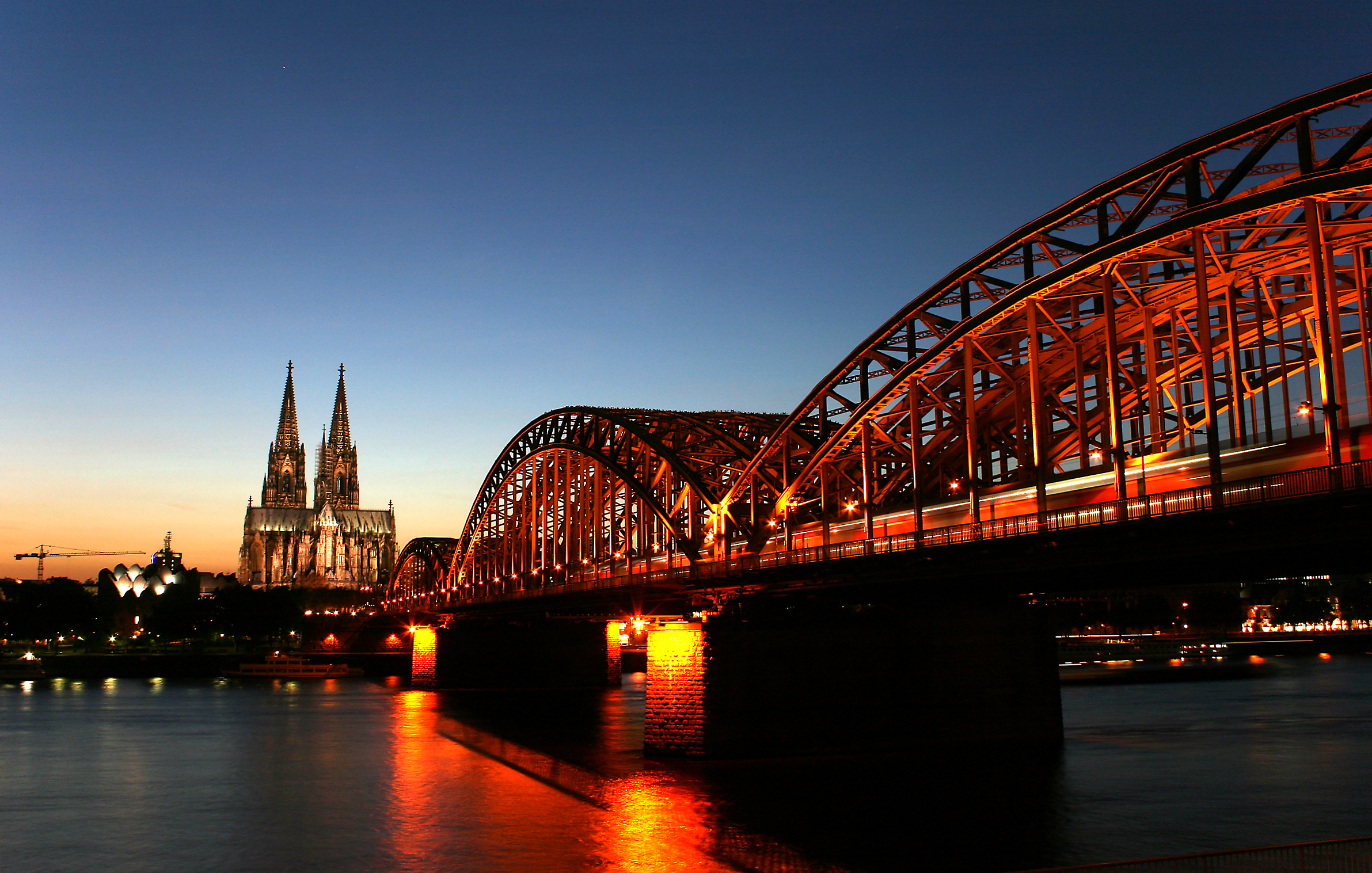
Кёльн
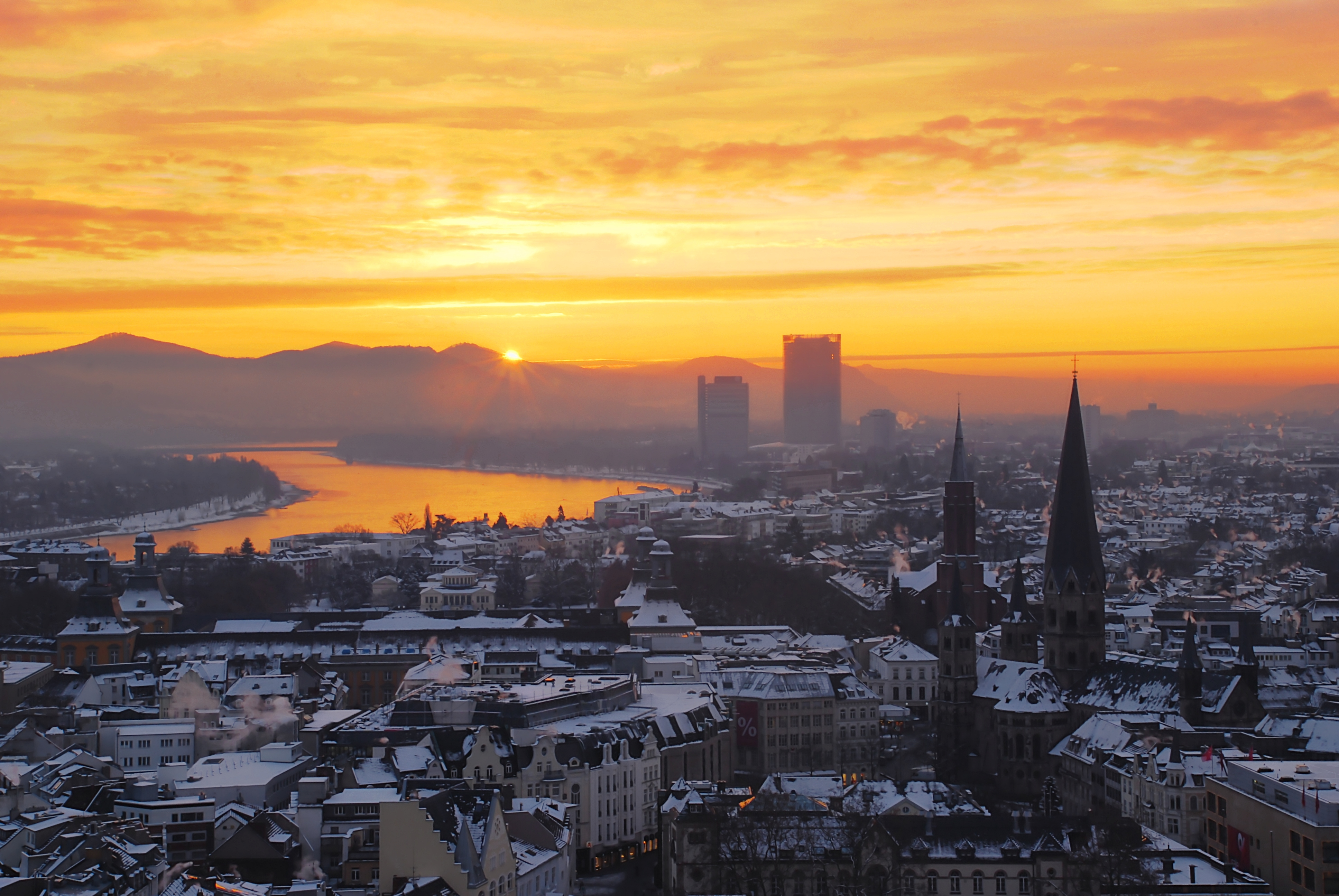
Бонн
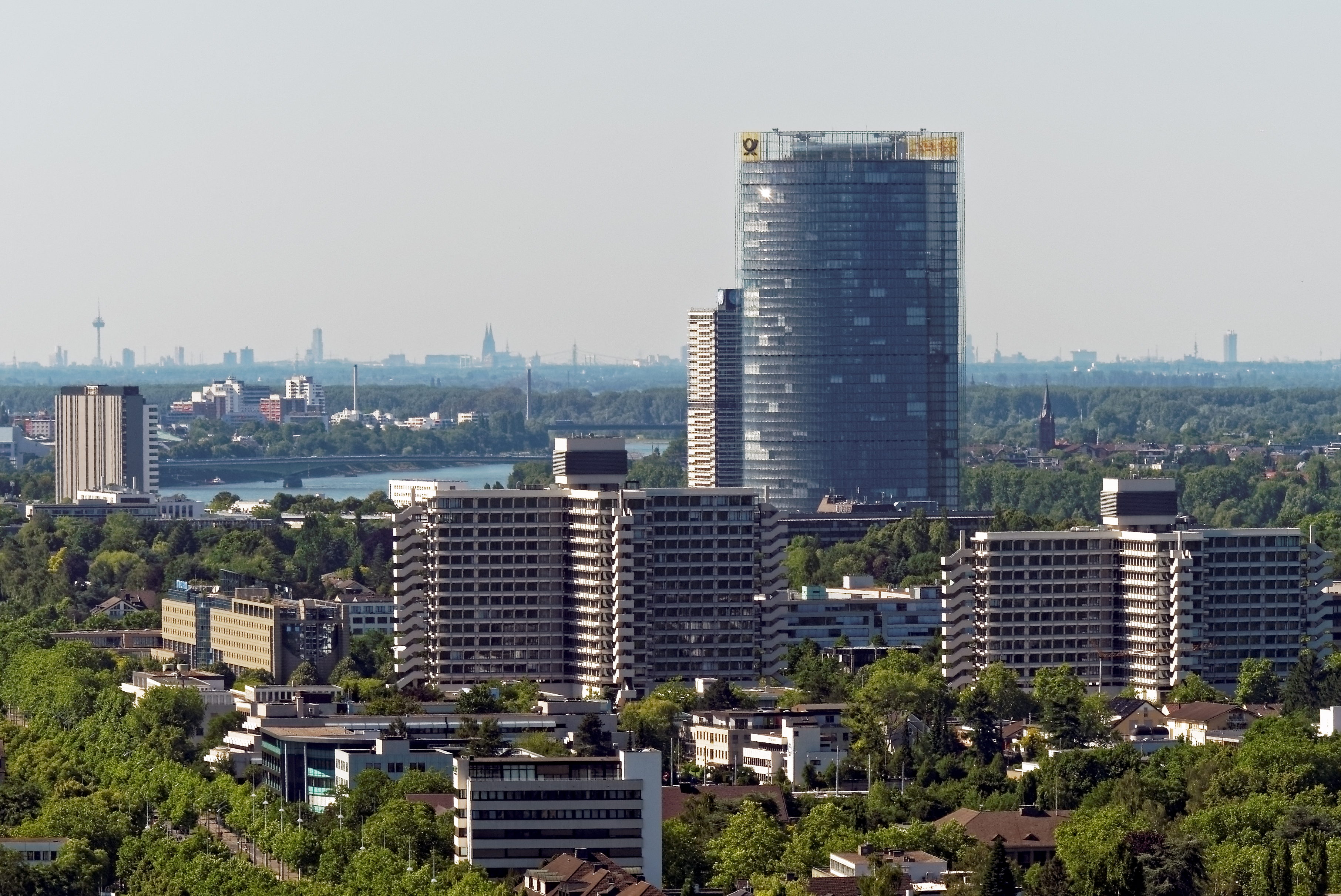
Бонн с Кёльном на горизонте
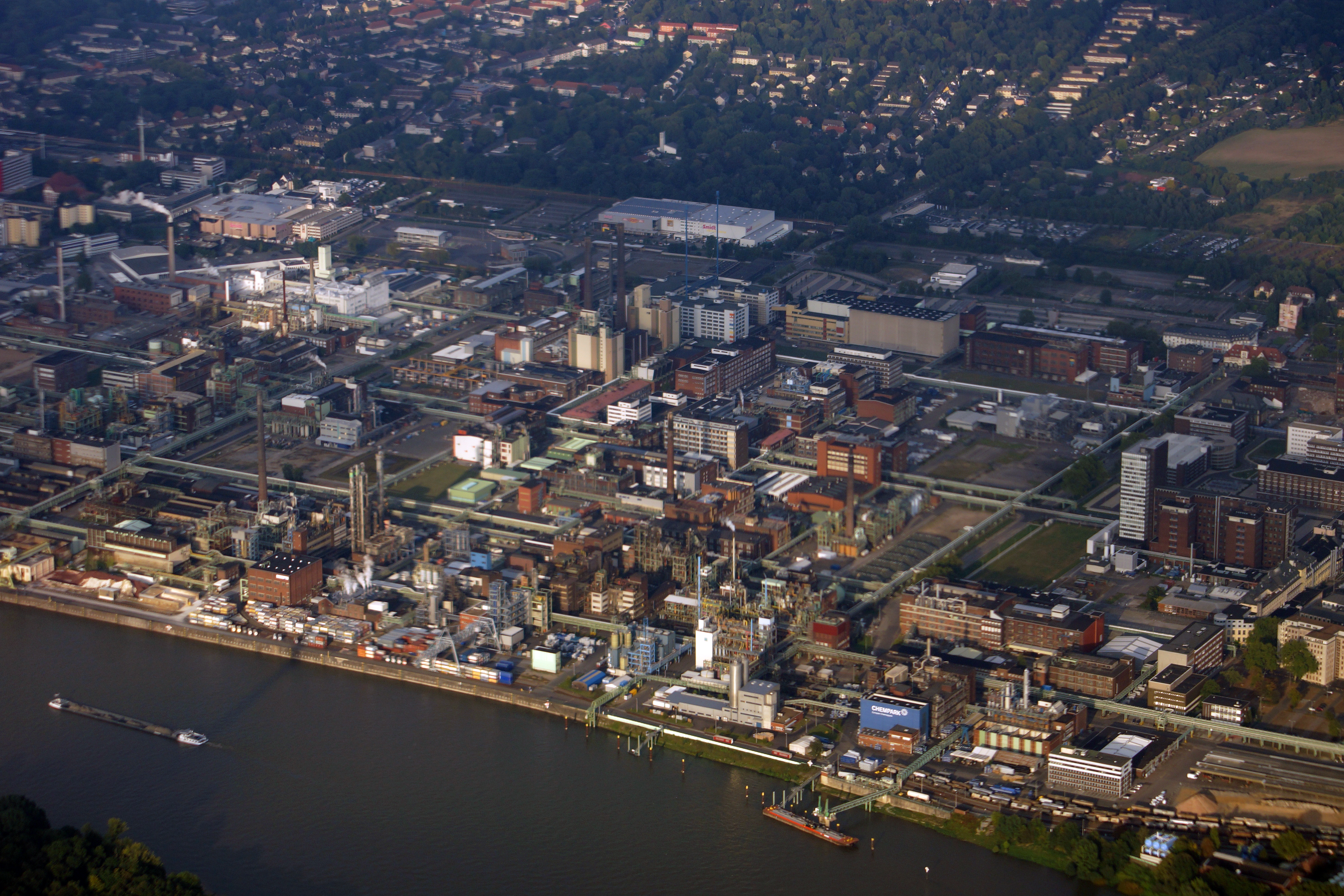
Леверкузен